# Кандиду-ди-Абреу
Кандиду-ди-Абреу (порт. Cândido de Abreu) — муниципалитет в Бразилии, входит в штат Парана. Составная часть мезорегиона Северо-центральная часть штата Парана. Входит в экономико-статистический микрорегион Ивайпоран. Население составляет 16 717 человек на 2006 год. Занимает площадь 1510,157 км². Плотность населения — 11,1 чел./км².

## История
Город основан 26 ноября 1954 года.

## Статистика
- Валовой внутренний продукт на 2003 год составляет 114 250 777,00 реалов (данные: Бразильский институт географии и статистики).
- Валовой внутренний продукт на душу населения на 2003 год составляет 6465,81 реала (данные: Бразильский институт географии и статистики).
- Индекс развития человеческого потенциала на 2000 год составляет 0,667 (данные: Программа развития ООН).

## География
Климат местности: субтропический. В соответствии с классификацией Кёппена, климат относится к категории Cfa.